# Earobia paradoxa
Earobia paradoxa är en stekelart som först beskrevs av Perkins 1958.  Earobia paradoxa ingår i släktet Earobia och familjen brokparasitsteklar. Inga underarter finns listade i Catalogue of Life.